# Operacja Świt
Operacja Świt – amerykański film wojenny z 2006 roku na podstawie filmu dokumentalnego Ucieczka z Laosu Wernera Herzoga.

## Główne role
- Christian Bale – Dieter Dengler
- Steve Zahn – Dwayne Martin
- Evan Jones – Lessard

## Fabuła
1965 rok. Dieter Dengler, amerykański pilot niemieckiego pochodzenia zostaje zestrzelony podczas pierwszego lotu i pojmany w Laosie podczas wojny w Wietnamie. Po trafieniu do obozu jenieckiego postanawia uciec razem z kilkoma więźniami.